# 普瓦索尼耶尔站
普瓦索尼耶尔站（法語：Poissonnière）是巴黎地鐵7號線的一個車站，啟用於1910年11月5日。普瓦索尼耶尔站在拉法葉街有三個入口，以1960年代風格的黃色霓虹燈裝飾而著稱。

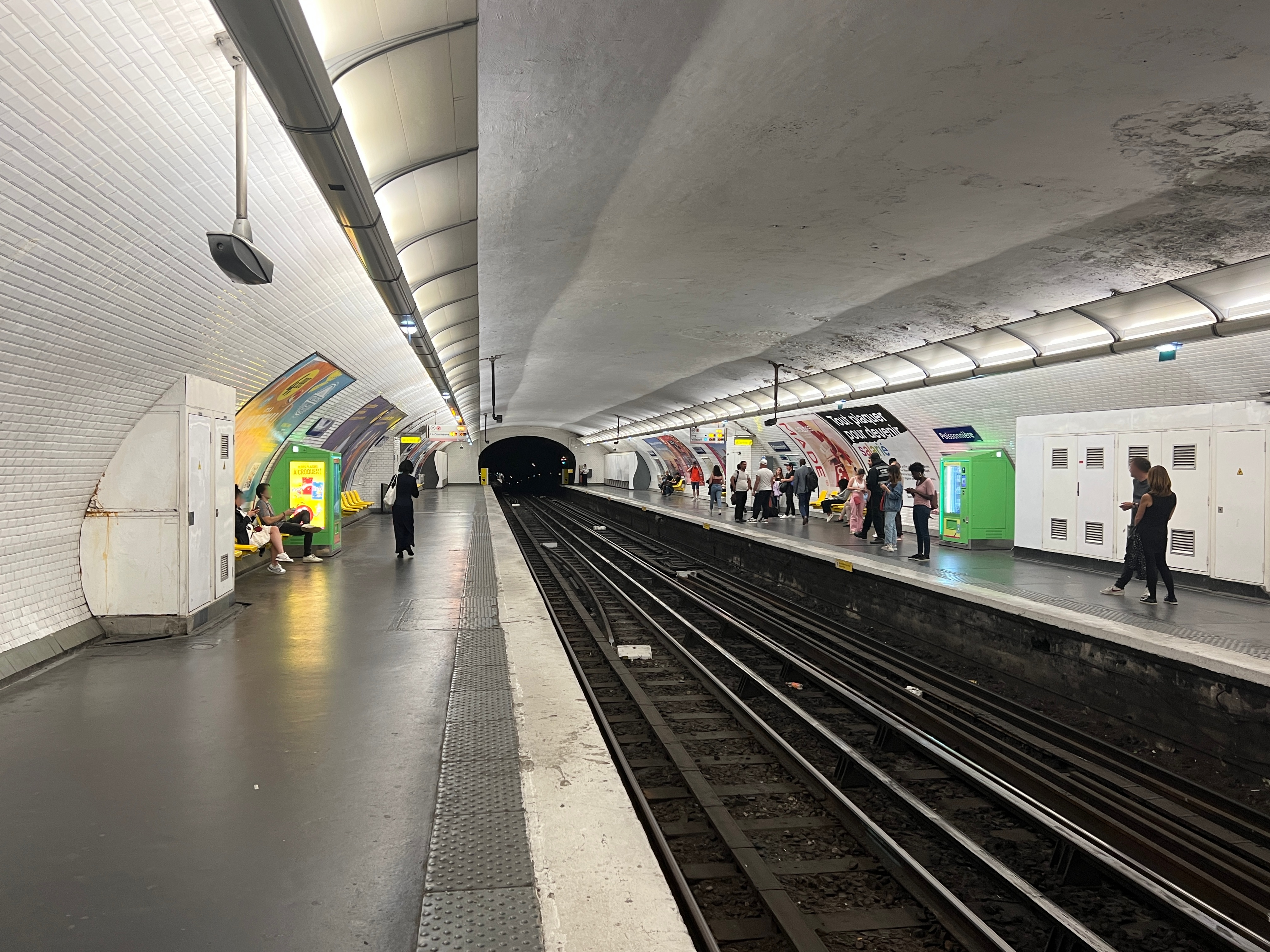
月台（2022年6月）

## 車站結構
| 街道      |                    |                                           |
| B1        | 連接層             |                                           |
| 7號線月台 | 側式月台，右側開門 | 側式月台，右側開門                        |
| 7號線月台 | 南行               | 往猶太城-路易·阿拉貢/伊夫里市政厅（青年） |
| 7號線月台 | 北行               | 往新庭-1945年5月8日（巴黎東站）           |
| 7號線月台 | 側式月台，右側開門 |                                           |